# Dvärghök
Dvärghök (Tachyspiza minulla) är en afrikansk fågel i familjen hökar inom ordningen hökfåglar.

## Utseende
Den är med sin längd på 20 till 25 centimeter (varav hälften utgör stjärten), ett vingspann på 39 till 52 centimeter och en vikt på 85 gram världens minsta Accipiter-hök och kanske den minsta arten inom familjen hökar.

## Utbredning och systematik
Fågeln förekommer i områden med skog och törnen i östra och södra Afrika. Den behandlas antingen som monotypisk eller delas in i två underarter med följande utbredning:
- Tachyspiza minulla minulla – Etiopien till Angola och Sydafrika
- Tachyspiza minulla tropicalis – södra Somalia söderut utmed kusten till östra Moçambique

### Släktskap
Arten placerades tidigare i släktet Accipiter. Genetiska studier visar dock att släktet så som det traditionellt är konstituerat är parafyletiskt, där kärrhökarna i Circus är inbäddade, men också släktena Erythrotriorchis och Megatriorchis. För att kärrhökarna ska kunna behållas i ett eget släkte delas därför Accipiter delas upp i flera mindre släkten, däriblamd Tachyspiza.

## Status
Arten har ett stort utbredningsområde och beståndet anses vara stabilt. Internationella naturvårdsunionen IUCN listar den därför som livskraftig (LC).